# Station Sitkówka-Nowiny
Station Sitkówka-Nowiny is een spoorwegstation in de Poolse plaats Sitkówka.